# Villemontais
Villemontais és un municipi francès situat al departament del Loira i a la regió d'Alvèrnia-Roine-Alps. L'any 2007 tenia 934 habitants.

## Demografia

### Població
El 2007 la població de fet de Villemontais era de 934 persones. Hi havia 376 famílies de les quals 82 eren unipersonals (51 homes vivint sols i 31 dones vivint soles), 141 parelles sense fills, 141 parelles amb fills i 12 famílies monoparentals amb fills.
La població ha evolucionat segons el següent gràfic:
Habitants censats

### Habitatges
El 2007 hi havia 446 habitatges, 377 eren l'habitatge principal de la família, 33 eren segones residències i 36 estaven desocupats. 422 eren cases i 24 eren apartaments. Dels 377 habitatges principals, 291 estaven ocupats pels seus propietaris, 79 estaven llogats i ocupats pels llogaters i 6 estaven cedits a títol gratuït; 18 tenien dues cambres, 48 en tenien tres, 118 en tenien quatre i 193 en tenien cinc o més. 315 habitatges disposaven pel capbaix d'una plaça de pàrquing. A 129 habitatges hi havia un automòbil i a 225 n'hi havia dos o més.

### Piràmide de població
La piràmide de població per edats i sexe el 2009 era:
| Homes | Edats   | Dones |
| ----- | ------- | ----- |
| 0     | 95 o +  | 0     |
| 4     | 90 a 94 | 0     |
| 0     | 85 a 89 | 20    |
| 4     | 80 a 84 | 8     |
| 16    | 75 a 79 | 16    |
| 8     | 70 a 74 | 12    |
| 8     | 65 a 69 | 8     |
| 20    | 60 a 64 | 16    |
| 36    | 55 a 59 | 40    |
| 44    | 50 a 54 | 36    |
| 40    | 45 a 49 | 24    |
| 24    | 40 a 44 | 44    |
| 44    | 35 a 39 | 32    |
| 56    | 30 a 34 | 48    |
| 20    | 25 a 29 | 20    |
| 40    | 20 a 24 | 24    |
| 20    | 15 a 19 | 52    |
| 40    | 10 a 14 | 16    |
| 32    | 5 a 9   | 28    |
| 16    | 0 a 4   | 36    |

## Economia
El 2007 la població en edat de treballar era de 609 persones, 461 eren actives i 148 eren inactives. De les 461 persones actives 438 estaven ocupades (235 homes i 203 dones) i 24 estaven aturades (9 homes i 15 dones). De les 148 persones inactives 65 estaven jubilades, 47 estaven estudiant i 36 estaven classificades com a «altres inactius».

### Ingressos
El 2009 a Villemontais hi havia 380 unitats fiscals que integraven 942,5 persones, la mediana anual d'ingressos fiscals per persona era de 17.044 €.

### Activitats econòmiques
Dels 30 establiments que hi havia el 2007, 1 era d'una empresa extractiva, 1 d'una empresa alimentària, 1 d'una empresa de fabricació d'altres productes industrials, 9 d'empreses de construcció, 8 d'empreses de comerç i reparació d'automòbils, 1 d'una empresa de transport, 4 d'empreses d'hostatgeria i restauració, 1 d'una empresa immobiliària, 3 d'empreses de serveis i 1 d'una empresa classificada com a «altres activitats de serveis».
Dels 8 establiments de servei als particulars que hi havia el 2009, 1 era un taller de reparació d'automòbils i de material agrícola, 2 guixaires pintors, 2 fusteries, 2 lampisteries i 1 electricista.
L'únic establiment comercial que hi havia el 2009 era una fleca.
L'any 2000 a Villemontais hi havia 20 explotacions agrícoles que ocupaven un total de 640 hectàrees.

## Equipaments sanitaris i escolars
El 2009 hi havia 2 escoles elementals.

## Poblacions més properes
El següent diagrama mostra les poblacions més properes.